# Gouania tiliifolia
Gouania tiliifolia är en brakvedsväxtart som beskrevs av Jean-Baptiste de Lamarck. Gouania tiliifolia ingår i släktet Gouania och familjen brakvedsväxter. Inga underarter finns listade i Catalogue of Life.